# Megachile natansiella
Megachile natansiella is een vliesvleugelig insect uit de familie Megachilidae. De wetenschappelijke naam van de soort is voor het eerst geldig gepubliceerd in 1944 door Cockerell.